# Шикофф, Нил
Нил Шикофф (англ. Neil Shicoff; род. 2 июня 1949) — американский оперный певец (тенор), педагог.
Солист Венской государственной оперы, в 1998 году был удостоен титула камерзангера Австрии. Сотрудничал с театрами «Метрополитен» (Нью-Йорк), «Ковент-Гарден» (Лондон), Цюрихской оперой, Баварской государственной оперой, Михайловским театром и многими другими.
Лауреат российской театральной премии «Золотая маска» (2011) за исполнение лучшей мужской роли в опере в 2010 году (спектакль «Иудейка» Михайловского театра).
В 2015 – 2016 гг. — руководитель оперной труппы Михайловского театра в Санкт-Петербурге. Преподаватель молодёжной оперной программы Большого театра.